# Акихорий
Акихорий (Acichorius, Ακιχώριος) e галски вожд, който напада Тракия и Македония по времето на Галското или келтското нашествие на Балканите през 3 век пр.н.е.
През 280 пр.н.е. той пристига с Брен от Панония с 85 000 бойци в Тракия. Галите се разделят на три отряда и навлизат в Македония и Централна Гърция. Акихорий и Брен навлизат в Пеония. Войските си попълват с пеони, траки, трибали. Другите два отряда се командват от Керетрий и Болгий.
През 279 пр.н.е. той придружава Брен в неговата трета експедиция в Централна Гърция. Войската им има 152 000 пехотинци и 24 000 кавалеристи. След първата загуба в Битката при Термопилите (279 пр.н.е.) със съюзените гръцки градове Брен изпраща Акихорий с голяма войска в Етолия. По този начин етолцийте тръгват да защитават родните си места и Брен има по-малко противници на Термопилите. Според Павзаний половината келти са избити в Етолия.
Брен заобикаля Термопилите и се насочва към Делфи, където е победен. Акихорий пристига при тях с остатъка на войската си, но гърците ги принуждават да се оттеглят напълно.